# Hyalinobatrachium duranti
Hyalinobatrachium duranti es una especie de anfibio anuro de la familia de las ranas de cristal (Centrolenidae). Se distribuye por la sierra de la Culata y la Sierra Nevada de Mérida (Venezuela) entre los 1800 y los 2400 m.  